# 김형우 (1936년)
김형우(1936년~)은 북한 평양직할시 태생의 조선민주주의인민공화국의 외교관이다.

## 생애
1936년 일제강점기 조선 평양부에서 태어났다. 해방 이후의 삶에 대해서는 알 수 없으나, 김일성종합대학에서 법학 학사로 졸업하였으며, 이후 조선로동당에서 근무한 것으로 알려져 있다. 스위스 및 제네바 유엔대표부에서 대사직을 역임하고, 유엔 주재 북한대표부 대사로 임명되었다. 북한대표부 대사 시절에는 강릉 무장공비 사건에 대해서 보복을 시사하였으며, 임기 중 폐질환으로 미국 병원에 입원하기도 하였다. 대사직 이후 조선아시아태평양평화위원회 부위원장직을 지냈다.

## 경력
- 외교부 부부장[4]
- 주 스위스 북한 대사
- 주 스위스 제네바 북한대표부 대사
- 유엔 주재 북한대표부 대사
- 조선로동당 중앙위원회 부부
- 조선아시아태평양평화위원회 부위원장